# Levensteiniella intermedia
Levensteiniella intermedia är en ringmaskart som beskrevs av Pettibone 1990. Levensteiniella intermedia ingår i släktet Levensteiniella och familjen Polynoidae. Inga underarter finns listade i Catalogue of Life.